# Кисловский, Дмитрий Андреевич (зоотехник)
Дмитрий Андреевич Кисловский (1894—1957) — учёный-зоотехник, доктор сельскохозяйственных наук, почётный академик ВАСХНИЛ (1956).
Труды по теории и практике разведения сельскохозяйственных животных (переменное скрещивание, разведение по линиям, инбридинг и другие). Создал учение о породе животных. Участвовал в выведении новой породы лошадей — советского тяжеловоза.

## Биография
Родился 11 июня 1894 года в имении Шелепино (ныне в составе деревни Большое Шелепино) Алексинского уезда Тульской губернии, принадлежавшем его матери помещице Евгении Кисловской.
Здесь получил начальное домашнее образование, а с 1902 по 1912 годы обучался в гимназии в Москве.
После окончания в 1917 году Московского университета, работал инструктором, а затем агрономом в Алексинском уездном земельном отделе.
Д. А. Кисловский — организатор и первый директор сельскохозяйственной школы в селе Юдинки Алексинского уезда.
В 1936—1957 годах — профессор Московской сельскохозяйственной академии им. К. А. Тимирязева, где исследовал вопросы генетики и селекции животных. Вёл работы совместно с профессором Е. Я. Борисенко (1897—1986). Д. А. Кисловский оставил науке школу, известную и признанную научной зоотехнической общественностью страны как школа Д.А. Кисловского — Е.Я. Борисенко, продолжающая своё развитие в трудах её последователей в настоящее время.
Создал учение о породе, её структуре, условиях, обеспечивающих непрерывное качественное совершенствование составляющих её животных (значение численности, ареала и сложной структуры). Участвовал в выведении новой отечественной породы лошадей — Советский тяжеловоз .
Умер 21 апреля 1957 года.

## Награды
- Кавалер ордена Ленина.
- Медаль «За трудовое отличие» (06.12.1940) — «в ознаменование 75-летнего юбилея Московской ордена Ленина Сельскохозяйственной Академии имени К. А. Тимирязева, за выдающиеся заслуги в деле развития сельскохозяйственных наук и подготовки высококвалифицированных специалистов сельского хозяйства»